# Les Folles Nuits d'Ibiza
Pour plus de détails, voir Fiche technique et Distribution.
Les Folles Nuits d'Ibiza (Die schönen Wilden von Ibiza) est une comédie érotique ouest-allemande réalisée par Sigi Rothemund et sortie en 1980.

## Synopsis
À peine arrivés sur l'île d'Ibiza, Mike et Susi, un jeune et séduisant couple d'amoureux, ont des ennuis. Leur chambre d'hôtel est déjà occupée et alors qu'ils partent à la recherche d'un logement de remplacement, leurs affaires et leur valise sont également volées. Ils trouvent d'abord un hébergement d'urgence chez un ami homo de longue date de Susi. Mais la maison, déclarée comme une villa sur la plage, s'avère plus que fragile. Les vacances peuvent néanmoins commencer, et les deux jeunes gens se lient rapidement à une bande sur la plage, les « beaux sauvages d'Ibiza », dont ils font désormais partie. Ils font la fête jour et nuit, s'amusent ensemble, dansent et boivent des litres d'alcool. L'érotisme n'est pas en reste, avec une soirée de jeu d'échangisme entre les différents sauvages.
Mais bientôt, Mike et Susi se retrouvent à nouveau sans abri, car un père en colère des jeunes sauvages met rapidement le feu à la cabane de plage des hédonistes. Mais qu'importe ! Ici, c'est Ibiza, la joie, le plaisir et le sexe régissent la vie quotidienne insouciante des fêtards entre la plage et le bar de nuit, et une maisonnette incendiée n'assombrit pas trop longtemps l'ambiance. Le soleil brûlant et l'omniprésence des tubes de l'époque comme Funkytown de Lipps Inc. et Play the Game de Queen font le reste pour que la bonne humeur ne disparaisse jamais complètement. Après toutes sortes d'excès, Mike et Susi récupèrent leur argent.

## Fiche technique
- Titre français : Les Folles Nuits d'Ibiza[1]
- Titre original : Die schönen Wilden von Ibiza[2],[3]
- Réalisation : Sigi Rothemund
- Scénario : Erich Tomek (de) (sous le nom de « Florian Burg »)
- Photographie : Heinz Hölscher
- Montage : Eva Zeyn
- Musique : Gerhard Heinz (de)
- Décors : Klaus Haase
- Production : Karl Spiehs
- Studio de production : Geiselgasteig Film, Lisa-Film
- Pays de production :  Allemagne de l'Ouest
- Langue originale : allemand, français
- Format : couleurs - 1,66:1 - Son mono - 35 mm
- Genre : comédie érotique
- Durée : 87 minutes
- Dates de sortie :
  - Allemagne de l'Ouest : 17 octobre 1980
  - France : 18 février 1981

## Distribution
- Régis Porte : Mike
- Tanja Spiess : Susi
- Michael Pand (de) : Poldi
- Beate Gränitz : Gilda
- Margit Geissler (de) : Nadja
- Gesa Thoma : Ajita
- Heidi Stroh (de) : Chatte
- Karl-Heinz Maslo : Bob
- Jan Hopmann : Juppy
- Rafaela Molina : Bosso